# Celso Roth
Celso Roth, właśc. Celso Juarez Roth (ur. 30 listopada 1957 w Caxias do Sul) – brazylijski piłkarz i trener piłkarski.

## Kariera piłkarska

### Kariera klubowa
Krótko w latach 1975–1978 występował w EC Juventude, po czym zdecydował się przekwalifikować się na trenera. Ukończył studia na Wydziale Kultury Fizycznej Universidade de Caxias do Sul.

## Kariera trenerska
Karierę szkoleniowca rozpoczął w 1988 roku. Trenował kluby Al Qadsia, Al-Etihad, Al Ahli, Brasil de Pelotas, Juventus-SC, Esportivo-RS, Caxias, SC Internacional, Vitória, Grêmio, Sport, SE Palmeiras, Santos FC, Atlético Mineiro, Goiás EC, CR Flamengo, Botafogo, CR Vasco da Gama i Coritiba.
Również trenował młodzieżowe reprezentacje Indonezji i Kataru.

## Sukcesy i odznaczenia

### Sukcesy trenerskie
Internacional
- mistrz Campeonato Gaúcho: 1997
- zdobywca Copa Libertadores: 2010

Grêmio
- mistrz Campeonato Gaúcho: 1999
- zdobywca Copa Sul-Minas: 1999

Sport Recife
- zdobywca Copa do Nordeste: 2000